# Curieova teplota
Curieův bod nebo Curieova teplota (Tc) je charakteristická vlastnost feromagnetických a piezoelektrických látek, kterou popsal francouzský fyzik Pierre Curie. Nad Curieovou teplotou ztrácí látka své feromagnetické (či piezoelektrické) vlastnosti.

## Feromagnetické materiály
Ve feromagnetické látce jsou elementární dipóly uspořádány do tzv. domén a domény svým uspořádáním tvoří vlastní magnetické pole látky - magnetizaci. Při teplotě vyšší než Curieova je pravidelnost uspořádání narušena a při chaotickém rozložení magnetických momentů již látka nevykazuje feromagnetické vlastnosti. K této změně dochází skokově, analogicky se změnou skupenství, jde tedy o příklad fázového přechodu. Např. železo má Curieovu teplotu 768 °C.
Curieova teplota různých feromagnetických materiálů:
| Látka                 | Curieova teplota (°C) |
| --------------------- | --------------------- |
| Železo (Fe)           | 768                   |
| Kobalt (Co)           | 1 130                 |
| Nikl (Ni)             | 358                   |
| Gadolinium (Gd)       | 19                    |
| Oxid železitý (Fe2O3) | 622                   |

Stejné chování se projevuje u feroelektrických látek (při "feroelektrické" Curieově teplotě mizí spontánní uspořádanost elektrických dipólů feroelektrika).

## Piezoelektrické materiály
Analogicky dochází v piezoelektrických látkách při nadkritické teplotě k narušení vnitřního uspořádání nábojů, což má za následek ztrátu spontánní polarizace látky a tedy i piezoelektrických vlastností. Opět jde o fázový přechod a kritická teplota se nazývá Curieova.